# اوتا پاول
اوتا پاول (انگلیسی: Ota Pavel؛ ‏ ۲ ژوئیهٔ ۱۹۳۰ – ۳۱ مارس ۱۹۷۳) نویسنده، روزنامه‌نگار و گزارشگر ورزشی اهل چکسلواکی بود.
از فیلم‌هایی که وی در آن‌ها نقش داشته‌است، می‌توان به رؤیاهای ممنوعه اشاره نمود.